# Härnösands domkyrka

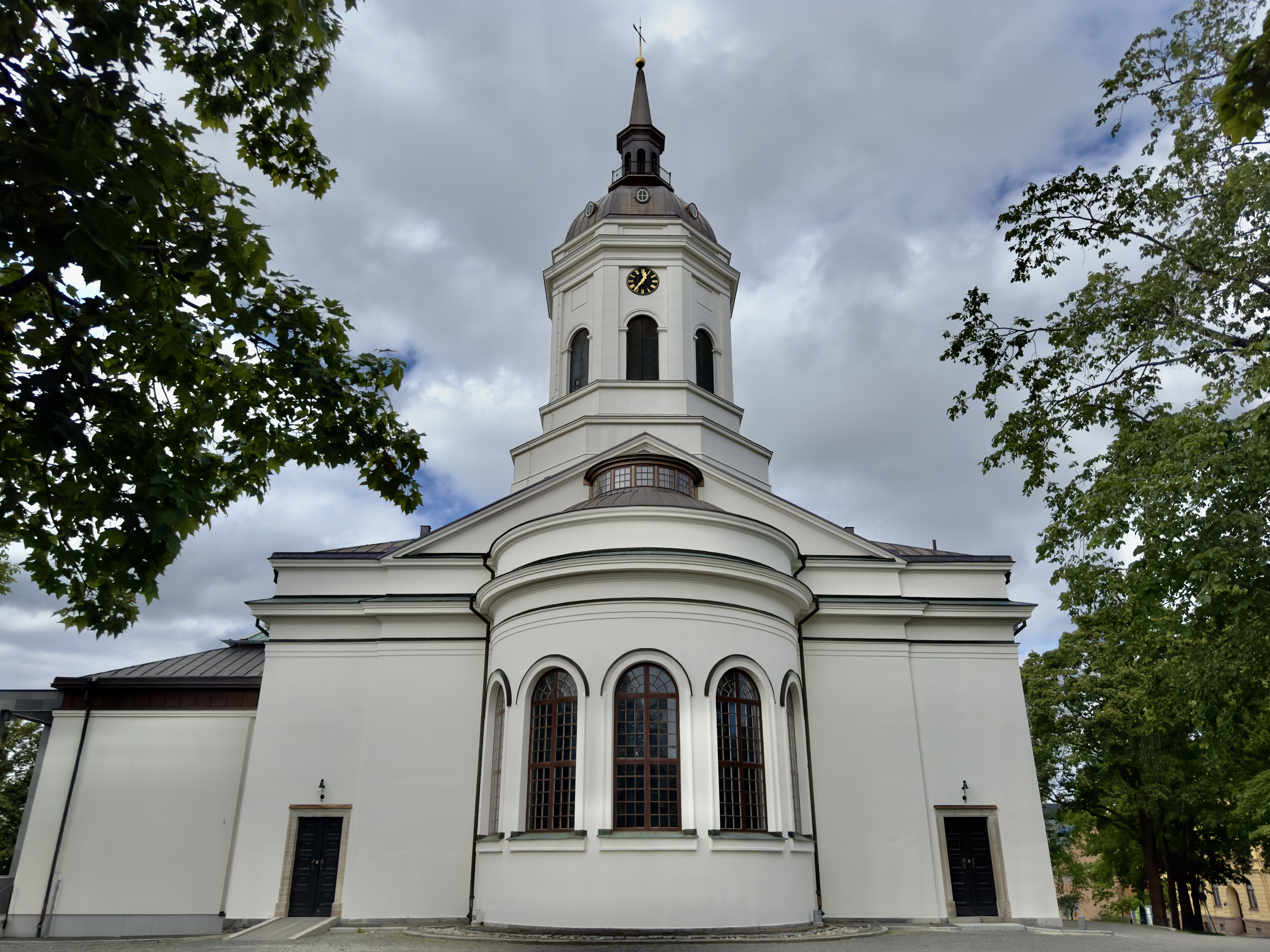
Härnösands domkyrka, fasad mot öst.

Härnösands domkyrka är en kyrkobyggnad i Härnösand som är domkyrka i Härnösands stift och församlingskyrka i Härnösands domkyrkoförsamling.

## Kyrkobyggnaden
Härnösands stads första kyrka uppfördes 1593 men brändes ned 1721 av ryska trupper. En ny kyrka stod färdig 1728 men revs sedermera. Den nuvarande kyrkan invigdes den 28 juni 1846 och uppfördes efter ritningar av Johan Adolf Hawerman. Den nuvarande kyrkan ligger på samma plats som den ursprungliga och är Svenska kyrkans minsta domkyrka.
Från det 46 meter höga tornet kan hela staden Härnösand beskådas.

## Inventarier

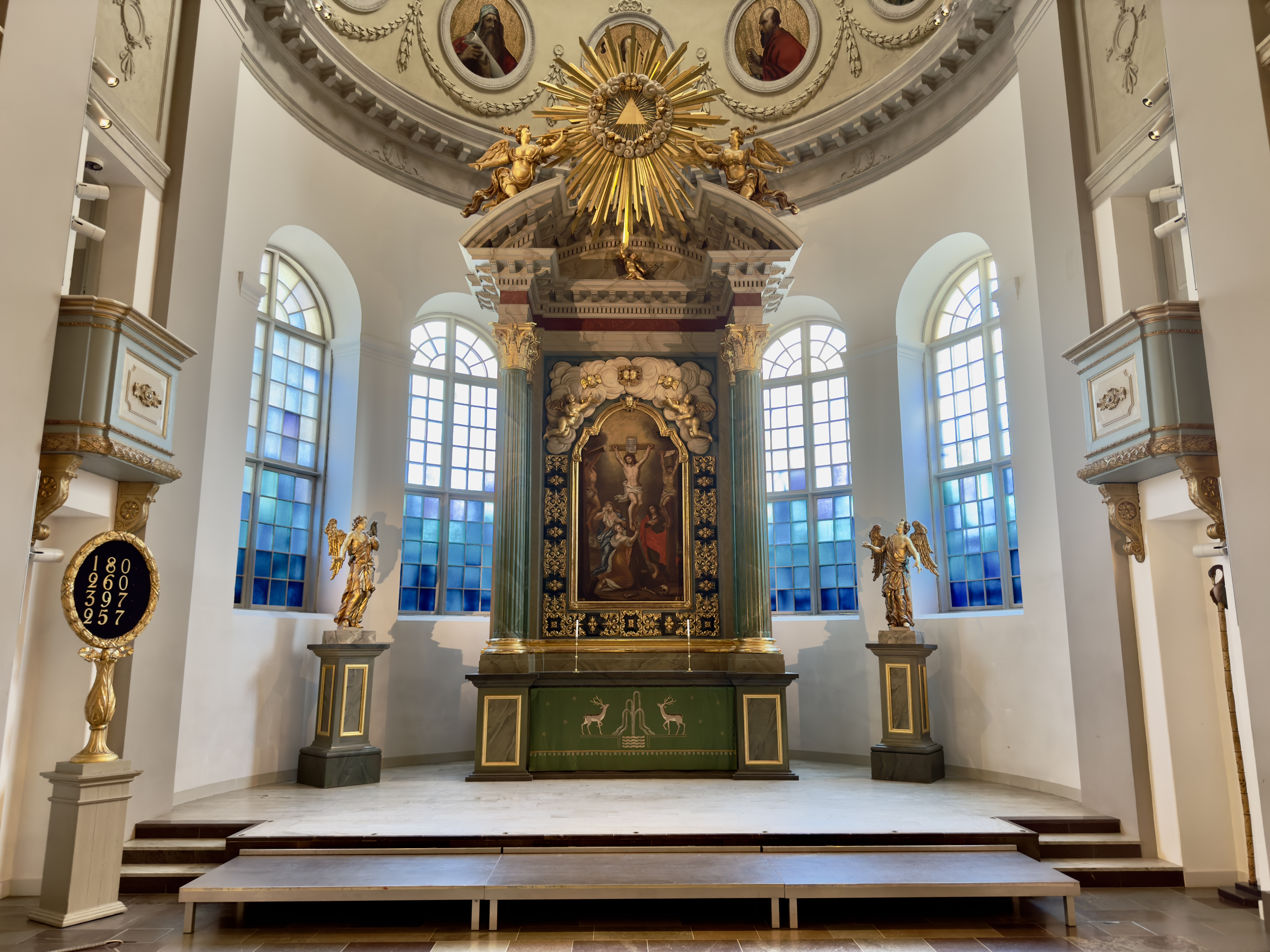
Inventarier i Härnösands domkyrka.

Kyrkans inre har sedan 1700-talet smyckats av inventarier som till exempel Altartavlan av David von Cöln, vilken föreställer Golgata. De fyra ljuskronorna är från 1600-talet och har haft dramatiska öden; 1720 packades de ner i kistor och sänktes i Södra sundet för att de skulle skyddas från de ryska trupperna, men ryssarna dök aldrig upp förrän året därpå – kronorna fick i all hast packas ner igen och sänkas i en bisättningsgrav.
En av dopfuntarna är ett spanskt rokokoarbete i silver och tillverkades 1777, då denna är skör används den i regel endast vid midnattsmässorna vid påsk och jul. Vid dop används istället en silverskål som placeras i ett trästativ. I kyrkan finns också en dopfunt i sten med innerskål av tenn.
I kyrktornet hänger tre klockor och i sydvästra  tornet hänger ett klockspel. Storklockan är gjuten 1754 av Gerhard Meyer från Stockholm. Storklockan är omgjuten 1764 och 1949. Mellanklockan och Lillklockan är båda ursprungligen gjutna år 1723 av malmen som kom från kyrkans tre äldre klockor som smälte ner vid 1721 års brand. De båda klockorna har omgjutits en gång, mellanklockan år 1810 och lillklockan år 1783. 
Klockspelet består av 36 klockor och invigdes 1981. Största klockan väger 270 kg och har en diameter på 80 cm. Klockspelet spelas automatiskt fyra gånger om dagen, 8:00, 12:00, 15:00 och 18:00.

## Orgel
- 1667 reparerades orgeln.

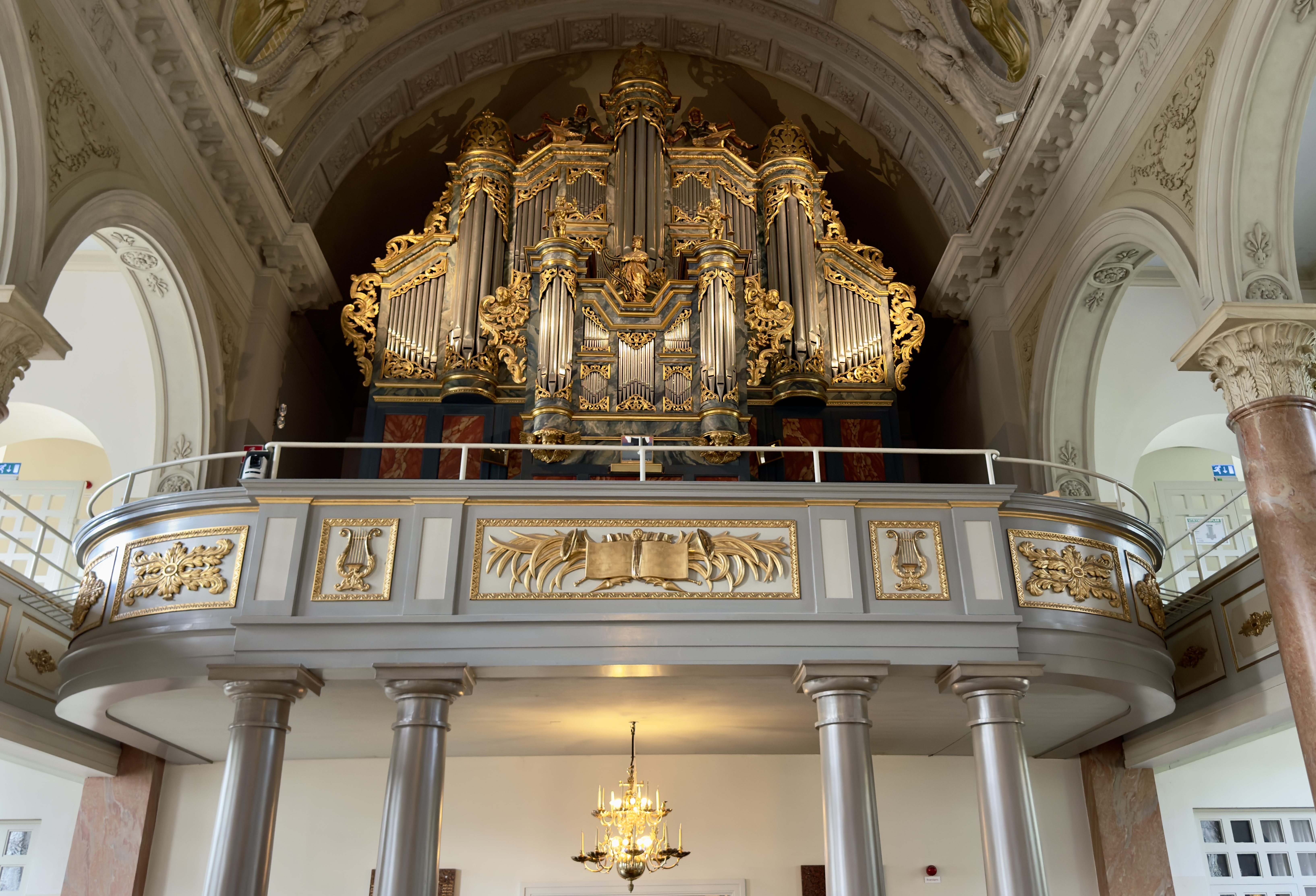
Orgeln i Härnösands domkyrka.

- 1684 fanns en orgel med 13 stämmor på en manual och pedal. Manualen hade 8 stämmor och pedalen 5. Då fanns även ett mindre positiv som var obrukbart. Orgeln reparerades och utökades 1686 av orgelbyggaren Olof Jonae, Arboga. Orgeln förstördes i branden 1721.
- 1731 byggdes en ny orgel med 23 stämmor av Johan Niclas Cahman, Stockholm. Den hade två manualer och pedal och kostade 3295 daler silvermynt.[5] Orgeln reparerades 1759 av Petter Qvarnström, Sundsvall.[6] 1838 monterades orgeln ned av orgelbyggaren Johan Gustaf Ek, Torpshammar. Den monterades upp i den nya kyrkan 1846 av samma orgelbyggare. Den monterades upp i något förändrat skick.

| Huvudverk II    | Ryggpositiv I | Pedal         |  |
| Kvintadena 16'  | Gedackt 8'    | Untersats 16' |  |
| Principal 8'    | Principal 4'  | Principal 8'  |  |
| Spetsflöjt 8'   | Flöjt 4'      | Oktava 4'     |  |
| Oktava 4'       | Kvinta 3'     | Mixtur V      |  |
| Rörflöjt 4'     | Oktava 2'     | Basun 16'     |  |
| Kvinta 3'       | Scharf III    | Trumpet 8'    |  |
| Oktava 2'       |               | Trumpet 4'    |  |
| Sesquialtera II |               |               |  |
| Mixtur IV       |               |               |  |
| Trumpet 8'      |               |               |  |

- 1886 byggdes en ny orgel av Åkerman & Lund, Stockholm. Orgeln hade 26 stämmor, två manualer och självständig pedal.
- 1925-1926 byggdes ett nytt orgelverk av E A Setterquist & Son, Örebro. Orgeln hade 39 stämmor, tre manualer och självständig pedal. Nästan alla stämmor från 1886 års orgel ingick i denna orgel. 1946 omdisponerades orgeln och utökades till 43 stämmor av Åkerman & Lunds Nya Orgelfabriks AB, Sundbybergs stad.
- Domkyrkans nuvarande orgel är byggd 1975 av Bruno Christensen & Sønner Orgelbyggeri, Tinglev, Danmark och har 57 stämmor fördelade på fyra manualer och pedal. Orgelfasaden är emellertid mycket äldre, från 1731 års orgel, från vilken trestämmor (i fasaden) har bevarats. Orgeln har 8 fria kombinationer, tutti  och registersvällare. Den har mekanisk traktur, elektrisk registratur och slejflådor. Tonomfånget på orgeln är 56/30.

| Ryggpositiv I      | Huvudverk II        | Svällverk III           | Bröstverk IV      | Recit IV           | Pedal                                  | Koppel |
| Salicional 8'      | Gedacktpommer 16'   | Borduna 16'             | Rörgedackt 8'     | Cornet V (från f0) | Principal 16´                          | I/P    |
| PGedackt 8'        | Principal 8' (1731) | Flüte harmonique 8'     | Kvintadena 8'     |                    | Subbas 16'                             | II/P   |
| Prestant 4' (1731) | Spetsflöjt 8'       | Fugara 8'               | Gedacktflöjt 4'   |                    | Ekobas 16' (tr III)                    | III/P  |
| Rörflöjt 4'        | Viola di Gamba 8'   | Voix céleste 8'         | Principal 2'      |                    | Kvnt 10 2/3'                           | IV/P   |
| Gemshorn 2'        | Oktav 4'            | Rörflöjt 8'             | Sifflöjt 1'       |                    | Oktav 8' (1731)                        | I/II   |
| Nasat 1 1/3'       | Traversflöjt 4'     | Principal 4'            | Cymbel III 1/2'   |                    | Gedackt 8'                             | III/II |
| Sesquialtera II    | Kvint 2 2/3'        | Blockflöjt 4'           | Vox humana 8'     |                    | Koralbas 4'                            | IV/II  |
| Scharf IV 1'       | Oktav 2'            | Spetskvint 2 2/3'       | Tremulant         |                    | Nachthorn 2'                           |        |
| Dulcian 16'        | Ters 1 3/5'         | Waldflöjt 2'            | Crescendosvällare |                    | Rauschbas VI 2 2/3'                    |        |
| Krumhorn 8'        | Mixtur VI-VIII 2'   | Ters 1 3/5'             |                   |                    | Kontrafagott 32' (tr från Bombard 16') |        |
| Tremulant          | Trumpet 8'          | Mixtur V 2'             |                   |                    | Basun 16'                              |        |
|                    |                     | Fagott 16'              |                   |                    | Bombard 16'                            |        |
|                    |                     | Trompette harmonique 8' |                   |                    | Trumpet 8'                             |        |
|                    |                     | Oboe 8'                 |                   |                    | Zinka 4'                               |        |
|                    |                     | Tremulant               |                   |                    |                                        |        |
|                    |                     | Crescendosvällare       |                   |                    |                                        |        |

### Kororgel
- 1684 fanns ett obrukbart positiv. Orgeln stod troligen i koret.
- 1969 byggdes en orgel med 5 stämmor av Gustaf Hagström Orgelverkstad AB, Härnösand. 1983 flyttades orgeln till Kyrkogårdens begravningskapell. Orgeln var mekanisk med slejflåda. Tonomfånget var 56/27.

| Manual       | Pedal       | Koppel  |
| Gedackt 8'   | Rankett 16' | Man/Ped |
| Rörflöjt 4'  |             |         |
| Principal 2' |             |         |
| Oktava 1'    |             |         |

- Den nuvarande orgeln byggdes 1983 av Robert Gustavsson Orgelbyggeri AB, Härnösand. Orgeln är mekanisk med slejflådor. Fasaden är ritad av Mads Kjersgaard. Orgeln har även en cymbelstjärna. Tonomfånget är på 56/30.

| Huvudverk I          | Svällverk II      | Pedal         | Koppel  |
| Principal 8'         | Hålflöjt 8'´      | Subbas 16´    | I/P     |
| Trägedackt 8'        | Quintadena 4'     | Gedacktbas 8' | II/P    |
| Principal 4' (fasad) | Täckflöjt 4'      |               | II/I    |
| Nasat 3'             | Tvärflöjt 2'      |               | II 4'/P |
| Octava 2'            | Tremulant         |               |         |
| Ters 1 3/5'          | Crescendosvällare |               |         |
| Sedecima 1'          |                   |               |         |
| Regal 8' (fasad)     |                   |               |         |

### Diskografi
Inspelningar av musik framförd på kyrkans orgel.
- Meditation for flute and organ / Bahr, Gunilla von, flöjt ; Fagius, Hans, orgel. CD. Bis CD 160. 1991. - Tidigare utgivet på LP 1980.
- Organ music of Mendelssohn Bartholdy + Organ favourites ; Fagius, Hans, orgel. 2CD. Bis CD-156-157. 1994. - Tidigare utgivet på LP 1977-1980.
- Per Fridtjov Bonsaksen. LP. Simax PN 2006. 1984.
- The Organs of Härnösand Cathedral;  Domkyrkoorganist, Fredriksson, Lars G, orgel. CD/Streaming. 2019.